# Lucia – A sors üldözöttje
A Lucia – A sors üldözöttje (eredeti cím: Los Miserables) 2014 és 2015 között sugárzott amerikai–mexikói telenovella, amelyet Valentina Párraga alkotott, Victor Hugo A nyomorultak című regénye alapján. A főbb szerepekben Aracely Arámbula, Erik Hayser, Aylín Mújica, Gabriel Porras, Aarón Díaz és Marco Treviño látható.
Amerikában 2014. szeptember 30-án a Telemundo, Magyarországon 2015. március 2-án az RTL II mutatta be.

## Történet
A sorozat Victor Hugo regényének feldolgozása, amely igen egyedi módon nyúl a romantikus regény történetéhez. Lucía Durán 11 évet töltött ártatlanul egy texasi börtönben drogdíler barátja miatt. Szabadulása előtt haldokló cellatársa és barátnője, Rosalia megkéri, hogy vegye magához és nevelje fel saját gyermekeként kislányát Roxanitát akit Mexikóvárosban hagyott. Lucía egyfajta modern Jean Valjeanként visszatér Mexikóba, hogy tisztára mossa a nevét, és hogy megkeresse Roxanitát, akit megesküdött, hogy védelmezni fog minden rossztól, és aki borzalmas körülmények között nevelkedik prostituált nagynénje mellett. Lucía hazatérte után szeretett volna visszatérni családjához is, de húga Liliana Durán ezt megakadályozza. Húga a család fekete-bárányának tartja, annak ellenére, hogy ő is tudja miképpen kezdődött nővére tragédiája. Lucia a börtönben nővéri szakképesítést szerzett, így ápolónőként kezd dolgozni Amparo nővér kórházában, ahol megismerkedik Daniel Poncéval, a nővér unokaöccsével, Daniel a rendőrség drogüldözési osztályának karizmatikus vezetőjével, akivel bár folyamatosak az összetűzéseik, erős vonzalom alakul ki közöttük. Ám Daniel bátyja, César is vonzódik a fiatal ápolónőhöz, és mikor a drogszervezet parancsára a férfit megölik, Luciára terelődik a gyanú, ami kiváltja Daniel gyűlöletét, kiváltképp, mikor tudomást szerez a nő múltjáról.

## Szereplők

### Főszereplők
| Színész          | Szereplő                                  | Magyar hang           |
| ---------------- | ----------------------------------------- | --------------------- |
| Aracely Arámbula | Lucía 'Lucha' Durán                       | Kisfalvi Krisztina    |
| Erik Hayser      | Daniel Ponce                              | Pál Tamás             |
| Aylín Mújica     | Liliana Durán / Doña Victoria             | Solecki Janka         |
| Gabriel Porras   | Olegario Marrero 'Az Ördög'/Rafael Montes | Gubányi György István |
| Aarón Díaz       | César Mondragón Bianchi                   | Varga Gábor           |
| Marco Treviño    | Ignacio Durán                             | Pusztaszeri Kornél    |

### Mellékszereplők
| Színész              | Szereplő                              | Magyar hang       |
| -------------------- | ------------------------------------- | ----------------- |
| Alexandra de la Mora | Elena Durán Monteagudo de Echeverría  | Major Melinda     |
| Aldo Gallardo        | Carlos Gallardo                       | Szabó Máté        |
| Diego Soldano        | Pablo Ríobueno                        | Kárpáti Levente   |
| Bianca Calderón      | Deyanira Paredes                      | Mezei Kitty       |
| Claudio Lafarga      | Dr. Gonzalo Mallorca                  | Pálmai Szabolcs   |
| Estela Calderón      | Déborah Echeverría de Mondragón       | Hámori Eszter     |
| Thanya López         | Marisela León                         | Sipos Eszter Anna |
| Macarena Oz          | Roxana Pérez                          | Kéthely-Nagy Kata |
| Gabo Anguiano        | Guillermo Orlandes "Memin"            | Nagy Gereben      |
| Luis Uribe           | Genaro Cabello                        | Barbinek Péter    |
| Verónica Terán       | Amparo Ponce nővér                    | Kocsis Mariann    |
| María Barbosa        | Fernanda Monteagudo de Durán          | Szórádi Erika     |
| Anastasia Acosta     | Consuelo Durán Monteagudo de Gordillo | Orosz Anna        |
| Manola Diez          | Ivanna Echeverría                     | Németh Kriszta    |
| Alex Camargo         | Abel Durán Monteagudo                 | Baráth István     |
| Eva Daniela          | Victoria 'Vicky' Gordillo Durán       | Tamási Nikolett   |
| Dave Douglas         | Octavio Mondragón Echeverria          | Czető Ádám        |
| Rodrigo Vidal        | Gastón Gordillo                       | Kapácsy Miklós    |
| Javier Díaz Dueñas   | Radamés Echeverría                    | Forgács Gábor     |

## Nemzetközi bemutató
| Ország                    | Csatorna  | Első rész            | Utolsó rész        | Megjegyzés                                                    |
| ------------------------- | --------- | -------------------- | ------------------ | ------------------------------------------------------------- |
| Amerikai Egyesült Államok | Telemundo | 2014. szeptember 30. | 2015. március 24.  | hétfő-péntek, 21:00 2014. december 2-től: hétfő-péntek, 20:00 |
| Mexikó                    | Gala TV   | 2014. november 10.   |                    | hétfő-péntek, 22:30                                           |
| Magyarország              |           | 2015. március 2.     | 2015.augusztus 14. | hétfő-péntek, 13:45                                           |

## Fordítás
- Ez a szócikk részben vagy egészben  a   Los miserables (telenovela de 2014) című spanyol Wikipédia-szócikk fordításán alapul.  Az eredeti cikk szerkesztőit annak laptörténete sorolja fel. Ez a jelzés csupán a megfogalmazás eredetét és a szerzői jogokat jelzi, nem szolgál a cikkben szereplő információk forrásmegjelöléseként.